# Station Kirkdale
Kirkdale is een spoorwegstation van National Rail in Kirkdale, Liverpool in Engeland. Het station is eigendom van Network Rail en wordt beheerd door Merseyrail. Het station is geopend in 1848.